# Parlements nationaux
Les Parlements nationaux sont les parlements des États membres de l'Union européenne. Leur rôle au sein de l'Union européenne a été décrit pour la première fois par le traité de Lisbonne.

## Historique

### Fonctions depuis le traité de Lisbonne
Depuis le traité de Lisbonne, plusieurs articles du traité sur le fonctionnement de l'Union européenne, un protocole, et une déclaration déterminent leur rôle et compétences, en plus de leurs fonctions de transposition des directives.

#### Dispositions du traité
Les fonctions des Parlements nationaux selon le traité sont les suivantes :
- l'article 69 du TFUE dispose que les Parlements nationaux contrôlent le principe de subsidiarité des propositions et initiatives législatives[2].
- l'article 81 du TFUE dispose que dans le cas d'une de l'adoption d'« une décision déterminant les aspects du droit de la famille ayant une incidence transfrontière » via la procédure législative ordinaire (la procédure normale étant la procédure législative spéciale), la proposition de décision est transférée aux parlements nationaux. Si un des parlements nationaux s'oppose à la proposition dans les six mois suivants la transmission, la décision n'est pas adoptée[3].
- l'article 85 du TFUE dispose que les parlements nationaux sont impliqués dans l'évaluation des activités d'Eurojust[4].
- l'article 88 du TFUE dispose que les parlements nationaux sont associés au Parlement européen dans le contrôle des activités d'Europol[5].
- l'article 352 du TFUE dispose que l'Union peut agir si « une action de l'Union paraît nécessaire, dans le cadre des politiques définies par les traités, pour atteindre l'un des objectifs visés par les traités » conformément à une procédure déterminée par cet article. À cette fin, la Commission européenne doit notifier les parlements nationaux fin qu'ils contrôlent le principe de subsidiarité[6].

#### Protocole sur le rôle des Parlements nationaux
Le protocole no 1 sur le rôle des Parlements nationaux est un protocole aux traités d'une dizaine d'articles. Il contient les dispositions suivantes :
- la Commission transmet directement ses documents (livres verts, livres blancs et communications) aux Parlements nationaux[7],
- la Commission transmet son programme législatif annuel et tout autre instrument de programmation législative ou de stratégie politique aux Parlements nationaux[7],
- les « projets d'acte législatif » sont transmis par l'institution émettrice aux Parlements nationaux[8] (qui ont 8 semaines pour se prononcer, sauf urgence[9]),
- les « parlements nationaux peuvent adresser aux présidents du Parlement européen, du Conseil et de la Commission, un avis motivé concernant la conformité d'un projet d'acte législatif avec le principe de subsidiarité »[10],
- « les ordres du jour et les résultats des sessions du Conseil, y compris les procès-verbaux des sessions au cours desquelles le Conseil délibère sur des projets d'actes législatifs, sont transmis directement aux parlements nationaux »[11],
- si le Conseil européen envisage de recourir à l'article 48(7) du traité sur l'Union européenne, les parlements nationaux doivent être informés[12],
- la Cour des comptes européenne transmet sont rapport annuel aux parlements nationaux[13],
- le protocole rappelle que ces dispositions sont également applicables aux parlements non-monocaméraux[14].

## Parlements nationaux des États membres
| État membre        | Système parlementaire | Nom général de la Législature                                                      | Chambre basse                                    | Chambre haute                                    | Notes                                                       |
| ------------------ | --------------------- | ---------------------------------------------------------------------------------- | ------------------------------------------------ | ------------------------------------------------ | ----------------------------------------------------------- |
| Allemagne          | bicaméral             | —                                                                                  | Diète fédérale (709)                             | Conseil fédéral (69)                             | Absence d'un nom général car deux institutions séparées.    |
| Autriche           | bicaméral             | Assemblée fédérale                                                                 | Conseil national (183)                           | Conseil fédéral (62)                             |                                                             |
| Belgique           | bicaméral             | Parlement fédéral                                                                  | Chambre des représentants                        | Sénat                                            | Le Parlement se réunit sous le nom de « Chambres réunies ». |
| Bulgarie           | monocaméral           | Assemblée nationale (240)                                                          | Assemblée nationale (240)                        | Assemblée nationale (240)                        |                                                             |
| Croatie            | monocaméral           | Parlement croate (151)                                                             | Parlement croate (151)                           | Parlement croate (151)                           |                                                             |
| Chypre             | monocaméral           | Chambre des représentants (59)                                                     | Chambre des représentants (59)                   | Chambre des représentants (59)                   |                                                             |
| Danemark           | monocaméral           | Assemblée du Peuple (179)                                                          | Assemblée du Peuple (179)                        | Assemblée du Peuple (179)                        |                                                             |
| Espagne            | bicaméral             | Cortes Generales                                                                   | Congrès des députés (350)                        | Sénat (259)                                      |                                                             |
| Estonie            | monocaméral           | Assemblée d'État (101)                                                             | Assemblée d'État (101)                           | Assemblée d'État (101)                           |                                                             |
| Finlande           | monocaméral           | Assemblée des Représentants (200)                                                  | Assemblée des Représentants (200)                | Assemblée des Représentants (200)                |                                                             |
| France             | bicaméral             | Parlement                                                                          | Assemblée nationale (577)                        | Sénat (348)                                      | Le Parlement se réunit sous le nom de Congrès.              |
| Grèce              | monocaméral           | Conseil des Grecs (300)                                                            | Conseil des Grecs (300)                          | Conseil des Grecs (300)                          |                                                             |
| Hongrie            | monocaméral           | Assemblée nationale (199)                                                          | Assemblée nationale (199)                        | Assemblée nationale (199)                        |                                                             |
| Irlande            | bicaméral             | Oireachtas (plus ou moins «Assemblée délibérative des hommes libres» en irlandais) | Assemblée d'Irlande (158)                        | Sénat d'Irlande (60)                             |                                                             |
| Italie             | bicaméral             | Parlement de la République                                                         | Chambre des députés (630)                        | Sénat de la République (315)                     |                                                             |
| Lettonie           | monocaméral           | Diète (100)                                                                        | Diète (100)                                      | Diète (100)                                      |                                                             |
| Lituanie           | monocaméral           | Diète (141)                                                                        | Diète (141)                                      | Diète (141)                                      |                                                             |
| Luxembourg         | monocaméral           | Chambre des députés (60)                                                           | Chambre des députés (60)                         | Chambre des députés (60)                         |                                                             |
| Malte              | monocaméral           | Chambre des représentants (69)                                                     | Chambre des représentants (69)                   | Chambre des représentants (69)                   |                                                             |
| Pays-Bas           | bicaméral             | États généraux                                                                     | Seconde Chambre (150)                            | Première Chambre (75)                            |                                                             |
| Pologne            | bicaméral             | Assemblée nationale                                                                | Diète (460)                                      | Sénat (100)                                      |                                                             |
| Portugal           | monocaméral           | Assemblée de la République (230)                                                   | Assemblée de la République (230)                 | Assemblée de la République (230)                 |                                                             |
| République tchèque | bicaméral             | Parlement                                                                          | Chambre des députés (200)                        | Sénat (81)                                       |                                                             |
| Roumanie           | bicaméral             | Parlement                                                                          | Chambre des députés (332)                        | Sénat (137)                                      |                                                             |
| Slovaquie          | monocaméral           | Conseil national de la République slovaque (150)                                   | Conseil national de la République slovaque (150) | Conseil national de la République slovaque (150) |                                                             |
| Slovénie           | bicaméral             | Parlement                                                                          | Assemblée nationale (90)                         | Conseil national (40)                            |                                                             |
| Suède              | monocaméral           | Diète nationale (349)                                                              | Diète nationale (349)                            | Diète nationale (349)                            |                                                             |